# Do Right Woman, Do Right Man
"Do Right Woman, Do Right Man" es una canción escrita por Chips Moman y Dan Penn, y popularizada por Aretha Franklin. Su versión se publicó en 1967, como sencillo del disco I Never Loved a Man the Way I Love You. La revista Rolling Stone la incluyó en el número 476 del listado de las 500 mejores canciones de todos los tiempos. 
Este es uno de los clásicos del soul, también grabado por artistas como Etta James y Willie Nelson, desde que a mediados de los '60 la escribieran Chips Moman y Dan Penn. Aretha Franklin comienza la canción con un sentimiento góspel, al igual que si aún se encontrara en la iglesia junto a su padre; un famoso predicador; para luego comenzar a constrouir lentamente el puente que une las estrofas. Aretha dejó colgado al productor Wexler con una versión incompleta de esta balada al abandonar una sesión de grabación en los estudios Fame, de Alabama. Unas semanas después, apareció en los estudios de Atlantic en Nueva York y puso su voz. El resultado fue; la perfección. Es una especio de himno a la igualdad y respeto entre ambos sexos
- Datos: Q5286218